# Южная Сербия
Южная Сербия (серб. Јужна Србија / Južna Srbija) — провинция (покрајина) Королевства сербов, хорватов и словенцев (Югославии), существовавшая в 1919—1922 годах. Он охватывала современные территорий Санджака (части Сербии и Черногории), Косова и Северная Македония. Термин «Старая Сербия и Македония», или просто «Старая Сербия», исторически использовался в сербской политике, литературе и науке для обозначения территории этой провинции. Термин продолжали использовать для территорий Вардарской бановины и Зетской бановины после её упразднения.

## История
Провинция была создана в 1919 году после создания Югославии 1 декабря 1918 года. Сербия значительно расширила свои границы во время балканских войн. Провинция была упразднена в 1922 году и его территории были преобразованы в Вардарскую Бановина и Зетскую Бановину. Этот термин продолжал неофициально использоваться для этих территорий.

## Экономика
Южная Сербия, в основном была высокогорным регионом, имевшим благоприятные условия для развития скотоводства, что показывает статистика об увеличении поголовья скота. Поголовье скота составляло более 13 % от общего числа всей Югославии. Восстановление животноводства, который было разрушено в годы войны, было основной задачей Министерства экономики.

## Демография
В 1921 году в провинции проживало около 1,7 млн жителей.